# Campeonato Mundial de Atletismo de 1987
Campeonato Mundial de Atletismo de 1987 foi a segunda edição do campeonato mundial do esporte, então realizada quadrienalmente no ano anterior aos Jogos Olímpicos,  na cidade de Roma, Itália, sob os auspícios da IAAF – Federação Internacional de Atletismo, entre 28 de agosto e 6 de setembro de 1987. As competições contaram com a presença de 1 451 atletas de 159 federações nacionais. As disputas de pista e campo aconteceram no Stadio Olimpico – palco também da largada e chegada da maratona e da marcha atlética – o estádio dos Jogos Olímpicos de 1960, com capacidade para 65 000 espectadores.
O torneio viu um recorde mundial ser quebrado no salto em altura feminino pela búlgara Stefka Kostadinova – 2,09 m, marca que até os dias de hoje se mantém, sendo um dos mais longevos do atletismo – e outro ser igualado pelo norte-americano Carl Lewis, nos 100 metros rasos, e nada menos que trinta novos recordes do campeonato, superando quase todas as marcas da edição inaugural anterior em Helsinque.  Helsinque e Roma, sedes dos dois primeiros campeonatos mundiais, foram as únicas oportunidades durante a maioria dos anos 1980 para que as potências do atletismo do mundo ocidental e oriental se enfrentassem, devido ao boicote dos dois lados aos Jogos Olímpicos de Moscou 1980 e Los Angeles 1984. Pela segunda vez consecutiva a Alemanha Oriental liderou o quadro de medalhas. O mundo lusófono conseguiu três medalhas, uma de cada cor, com os fundistas portugueses Rosa Mota e Domingos Castro na maratona e nos 5 000 metros e o meio-fundista brasileiro Zequinha Barbosa nos 800 metros.

## Local

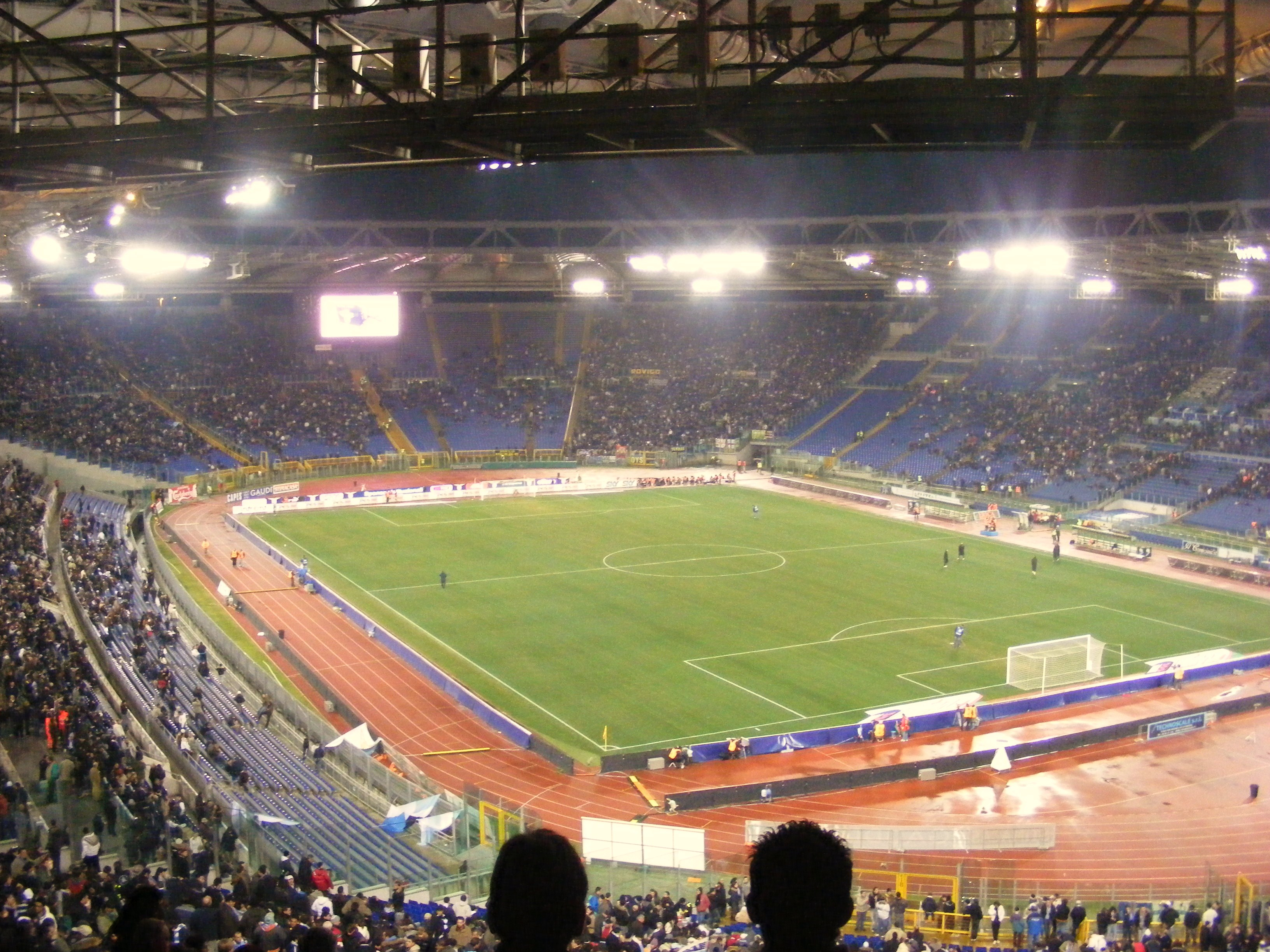
Interior do Estádio Olímpico. A cobertura do anel superior foi construída depois do Mundial.

O torneio foi disputado no Estádio Olímpico de Roma, o Stadio Olimpico, mesmo palco dos Jogos de Roma 1960, que já havia passado por algumas reformas desde as Olimpíadas. Com então 65 000 lugares sentados, ele foi anteriormente a sede da Universíade de 1975 e é a "casa" do Roma e do Lazio, tradicionais clubes de futebol romanos. Foi nele também que foi disputada a final da Copa do Mundo de 1990, realizada na Itália.

## Recordes
Um recorde mundial quebrado, um igualado e trinta recordes do campeonato foi o saldo de um dos torneios de atletismo de maior nível técnico já disputados, ainda numa época de grande força do atletismo feminino dos países da Europa Oriental como a URSS e a Alemanha Oriental, além dos EUA, que quebraram todos os recordes das modalidades de campo do campeonato anterior. 
| Recorde               | Modalidade                    | Atleta               | País                                        | Marca    | Anterior                  |
| Recorde mundial       | salto em altura               | Stefka Kostadinova   | Bulgária                                    | 2,09 m   | 2,08 m (1986)             |
| Recorde mundial       | 100 m rasos                   | Carl Lewis           | Estados Unidos                              | 9.93     | igualado (1986)           |
| Recorde do campeonato | 800 m                         | Billy Konchellah     | Quénia                                      | 1:43.06  | 1:43.65 – Helsinque 1983  |
| Recorde do campeonato | 10000 m                       | Paul Kipkoech        | Quénia                                      | 27:38.6  | 28:01 – Helsinque 1983    |
| Recorde do campeonato | 400 m c/ barreiras            | Edwin Moses          | Estados Unidos                              | 47.46    | 47.50 – Helsinque 1983    |
| Recorde do campeonato | 3000 m c/ obstáculos          | Francesco Panetta    | Itália                                      | 8:08.57  | 8:15.06 – Helsinque 1983  |
| Recorde do campeonato | marcha 20 km                  | Maurizio Damilano    | Itália                                      | 1:20:45  | 1:20:49 – Helsinque 1983  |
| Recorde do campeonato | marcha 50 km                  | Hartwig Gauder       | Alemanha Oriental                           | 3:40:53  | 3:43:08 – Helsinque 1983  |
| Recorde do campeonato | revezamento 4x400 m masculino | Estados Unidos       | Estados Unidos                              | 2:57.29  | 3:00.79 – Helsinque 1983  |
| Recorde do campeonato | Salto em distância            | Carl Lewis           | Estados Unidos                              | 8,67 m   | 8,55 m – Helsinque 1983   |
| Recorde do campeonato | salto triplo                  | Khristo Markov       | Bulgária                                    | 17,92 m  | 17,42 m – Helsinque 1983  |
| Recorde do campeonato | salto em altura               | Patrik Sjöberg       | Suécia                                      | 2,38 m   | 2,32 m – Helsinque 1983   |
| Recorde do campeonato | salto em altura               | Hennadiy Avdyeyenko  | União das Repúblicas Socialistas Soviéticas | 2,38 m   | 2,32 m – Helsinque 1983   |
| Recorde do campeonato | salto em altura               | Igor Paklin          | União das Repúblicas Socialistas Soviéticas | 2,38 m   | 2,32 m – Helsinque 1983   |
| Recorde do campeonato | salto com vara                | Sergei Bubka         | União das Repúblicas Socialistas Soviéticas | 5,85 m   | 5,70 m – Helsinque 1983   |
| Recorde do campeonato | arremesso de peso             | Werner Günthör       | Suíça                                       | 22,23 m  | 21,39 m – Helsinque 1983  |
| Recorde do campeonato | lançamento de disco           | Jürgen Schult        | Alemanha Oriental                           | 68,74 m  | 67,72 m – Helsinque 1983  |
| Recorde do campeonato | lançamento do martelo         | Sergey Litvinov      | União das Repúblicas Socialistas Soviéticas | 83,06 m  | 82,68 m – Helsinque 1983  |
| Recorde do campeonato | decatlo                       | Torsten Voss         | Alemanha Oriental                           | 8680 pts | 8666 pts – Helsinque 1983 |
| Recorde do campeonato | 100 m rasos                   | Silke Gladisch       | Alemanha Oriental                           | 10.90    | 10.97 – Helsinque 1983    |
| Recorde do campeonato | 200 m rasos                   | Silke Gladisch       | Alemanha Oriental                           | 21.74    | 22.13 – Helsinque 1983    |
| Recorde do campeonato | 1500 m                        | Tatyana Samolenko    | União das Repúblicas Socialistas Soviéticas | 3:58.56  | 4:00.90 – Helsinque 1983  |
| Recorde do campeonato | maratona                      | Rosa Mota            | Portugal                                    | 2:25:17  | 2:28:09 – Helsinque 1983  |
| Recorde do campeonato | 100 m c/ barreiras            | Ginka Zagorcheva     | Bulgária                                    | 12.34    | 12.35 – Helsinque 1983    |
| Recorde do campeonato | 400 m c/ barreiras            | Sabine Busch         | Alemanha Oriental                           | 53.62    | 54.14 – Helsinque 1983    |
| Recorde do campeonato | revezamento 4x100 m feminino  | Estados Unidos       | Estados Unidos                              | 41.58    | 41.76 – Helsinque 1983    |
| Recorde do campeonato | revezamento 4x400 m feminino  | Alemanha Oriental    | Alemanha Oriental                           | 3:18.63  | 3:19.73 – Helsinque 1983  |
| Recorde do campeonato | salto em distância            | Jackie Joyner-Kersee | Estados Unidos                              | 7,36 m   | 7,27 m – Helsinque 1983   |
| Recorde do campeonato | arremesso de peso             | Natalya Lisovskaya   | União das Repúblicas Socialistas Soviéticas | 21.24    | 21.05 – Helsinque 1983    |
| Recorde do campeonato | lançamento de disco           | Martina Hellmann     | Alemanha Oriental                           | 71,62 m  | 68,94 m – Helsinque 1983  |
| Recorde do campeonato | lançamento de dardo           | Fatima Whitbread     | Reino Unido                                 | 76,64 m  | 70,82 m – Helsinque 1983  |
| Recorde do campeonato | heptatlo                      | Jackie Joyner-Kersee | Estados Unidos                              | 7128 pts | 6714 pts – Helsinque 1983 |

## Quadro de medalhas
| Posição | País               | Ouro | Prata | Bronze | Total |
| 1       | Alemanha Oriental  | 10   | 11    | 10     | 31    |
| 2       | Estados Unidos     | 10   | 4     | 6      | 20    |
| 3       | União Soviética    | 7    | 12    | 6      | 25    |
| 4       | Bulgária           | 3    |       | 1      | 4     |
| 5       | Quênia             | 3    |       |        | 3     |
| 6       | Itália             | 2    | 2     | 1      | 5     |
| 7       | Grã-Bretanha       | 1    | 3     | 4      | 8     |
| 8       | Portugal           | 1    | 1     |        | 2     |
| 9       | Finlândia          | 1    |       |        | 1     |
|         | Marrocos           | 1    |       |        | 1     |
|         | Noruega            | 1    |       |        | 1     |
|         | Somália            | 1    |       |        | 1     |
|         | Suécia             | 1    |       |        | 1     |
|         | Suíça              | 1    |       |        | 1     |
| 15      | França             |      | 2     | 1      | 3     |
| 16      | Austrália          |      | 2     |        | 2     |
| 17      | Jamaica            |      | 1     | 3      | 4     |
| 18      | Tchecoslováquia    |      | 1     | 1      | 2     |
|         | Alemanha Ocidental |      | 1     | 1      | 2     |
|         | Espanha            |      | 1     | 1      | 2     |
|         | Roménia            |      | 1     | 1      | 2     |
| 22      | Djibuti            |      | 1     |        | 1     |
|         | Nigéria            |      | 1     |        | 1     |
| 24      | Cuba               |      |       | 2      | 2     |
| 25      | Bélgica            |      |       | 1      | 1     |
|         | Brasil             |      |       | 1      | 1     |
|         | China              |      |       | 1      | 1     |

## Medalhistas

### Masculino
| Evento                | Ouro                                                                           | Ouro     | Prata                                                                                        | Prata    | Bronze | Bronze   |
| 100 m                 | Carl Lewis · Estados Unidos                                                    | 9.93     | Raymond Stewart · Jamaica                                                                    | 10.08    | Linford Christie · Reino Unido                                                                              | 10.14    |
| 200 m                 | Calvin Smith · Estados Unidos                                                  | 20.16    | Gilles Quénéhervé · França                                                                   | 20.16    | John Regis · Reino Unido                                                                                    | 20.18    |
| 400 m                 | Thomas Schönlebe · Alemanha Oriental                                           | 44.33    | Innocent Egbunike · Nigéria                                                                  | 44.56    | Butch Reynolds · Estados Unidos                                                                             | 44.80    |
| 800 m                 | Billy Konchellah · Quênia                                                      | 1:43:06  | Peter Elliott · Reino Unido                                                                  | 1:43:41  | José Luiz Barbosa · Brasil                                                                                  | 1:43:76  |
| 1500 m                | Abdi Bile · Somália                                                            | 3:36:80  | José Luis González · Espanha                                                                 | 3:38:03  | Jim Spivey · Estados Unidos                                                                                 | 3:38:82  |
| 5000 m                | Saïd Aouita · Marrocos                                                         | 13:26:44 | Domingos Castro · Portugal                                                                   | 13:27:59 | Jack Buckner · Reino Unido                                                                                  | 13:27:74 |
| 10000 m               | Paul Kipkoech · Quênia                                                         | 27:38:63 | Francesco Panetta · Itália                                                                   | 27:48:98 | Hansjörg Kunze · Alemanha Oriental                                                                          | 27:50:26 |
| Maratona              | Douglas Wakiihuri · Quênia                                                     | 2:11:48  | Ahmed Salah · Djibuti                                                                        | 2:12:30  | Gelindo Bordin · Itália                                                                                     | 2:12:40  |
| 110 m c/ barreiras    | Greg Foster · Estados Unidos                                                   | 13.21    | Jon Ridgeon · Reino Unido                                                                    | 13.29    | Colin Jackson · Reino Unido                                                                                 | 13.38    |
| 400 m c/ barreiras    | Edwin Moses · Estados Unidos                                                   | 47.46    | Danny Harris · Estados Unidos                                                                | 47.48    | Harald Schmid · Alemanha Ocidental                                                                          | 47.48    |
| 3000 m c/ obstáculos  | Francesco Panetta · Itália                                                     | 8:08:57  | Hagen Melzer · Alemanha Oriental                                                             | 8:10:32  | William Van Dijck · Bélgica                                                                                 | 8:12:18  |
| marcha 20 km          | Maurizio Damilano · Itália                                                     | 1:20:45  | Jozef Pribilinec · Tchecoslováquia                                                           | 1:21:07  | José Marín · Espanha                                                                                        | 1:21:24  |
| marcha 50 km          | Hartwig Gauder · Alemanha Oriental                                             | 3:40:53  | Ronald Weigel · Alemanha Oriental                                                            | 3:41:30  | Viacheslav Ivanenko · União Soviética                                                                       | 3:44:02  |
| 4x100 m               | Estados Unidos · Lee McRae · Lee Vernon McNeill · Harvey Glance · Carl Lewis   | 37.90    | União Soviética · Aleksandr Yevgenyev · Viktor Bryzgin · Vladimir Muravyov · Vladimir Krylov | 38.02    | Jamaica · John Mair · Andrew Smith · Clive Wright · Stewart                                                 | 38.41    |
| 4x400 m               | Estados Unidos · Danny Everett · Roddie Haley · Antonio McKay · Butch Reynolds | 2:57.29  | Grã-Bretanha · Derek Redmond · Kriss Akabusi · Roger Black · Phil Brown                      | 2:58.86  | Cuba · Leandro Peñalver · Agustin Pavo · Lazaro Martínez · Roberto Hernández                                | 2:59.16  |
| Salto em distância    | Carl Lewis · Estados Unidos                                                    | 8.67     | Robert Emmiyan · União Soviética                                                             | 8.53     | Larry Myricks · Estados Unidos                                                                              | 8.33     |
| Salto triplo          | Hristo Markov · Bulgária                                                       | 17.92    | Mike Conley · Estados Unidos                                                                 | 17.67    | Oleg Sakirkin · União Soviética                                                                             | 17.43    |
| Salto em altura       | Patrik Sjöberg · Suécia                                                        | 2.38     | Gennadiy Avdeyenko · União Soviética · Igor Paklin · União Soviética                         | 2.38     | No atletismo quando há um empate em 1º ou 2º os dois recebem a mesma medalha e a posição inferior fica vaga |          |
| Salto com vara        | Sergei Bubka · União Soviética                                                 | 5.85     | Thierry Vigneron · França                                                                    | 5.80     | Rodion Gataullin · União Soviética                                                                          | 5.80     |
| Arremesso de peso     | Werner Günthör · Suíça                                                         | 22.23    | Alessandro Andrei · Itália                                                                   | 21.88    | John Brenner · Estados Unidos                                                                               | 21.75    |
| Lançamento de disco   | Jürgen Schult · Alemanha Oriental                                              | 68.74    | John Powel · Estados Unidos                                                                  | 66.22    | Luis Mariano Delís · Cuba                                                                                   | 66.02    |
| Lançamento do martelo | Sergey Litvinov · União Soviética                                              | 83.06    | Jüri Tamm · União Soviética                                                                  | 80.84    | Ralf Haber · Alemanha Oriental                                                                              | 80.76    |
| Lançamento de dardo   | Seppo Räty · Finlândia                                                         | 83.54    | Viktor Yevsyukov · União Soviética                                                           | 82.52    | Jan Železný · Tchecoslováquia                                                                               | 82.20    |
| Decatlo               | Torsten Voss · Alemanha Oriental                                               | 8680 pts | Siegfried Wentz · Alemanha Ocidental                                                         | 8461 pts | Pavel Tarnovetskiy · União Soviética                                                                        | 8375 pts |

Notas:
1. O canadense Ben Johnson venceu os 100 m rasos em 9.83, um novo recorde mundial, mas foi desqualificado pela IAAF depois de ter admitido o uso de substâncias dopantes em 1988, na sequência dos Jogos Olímpicos de Seul.[5]
2. O italiano Giovanni Evangelisti ficou originalmente com a medalha de bronze no salto em distância, com 8.37 m, mas determinou-se posteriormente que os juízes de campo falsearam o resultado de um salto que alcançou apenas 7,85 m. [6]

### Feminino
| Evento              | Ouro                                                                                     | Ouro       | Prata                                                                                   | Prata    | Bronze                                                                                     | Bronze   |
| 100 m               | Silke Gladisch · Alemanha Oriental                                                       | 10.90      | Heike Drechsler · Alemanha Oriental                                                     | 11.00    | Merlene Ottey · Jamaica                                                                    | 11.04    |
| 200 m               | Silke Gladisch · Alemanha Oriental                                                       | 21.74      | Florence Griffith-Joyner · Estados Unidos                                               | 21.96    | Merlene Ottey · Jamaica                                                                    | 22.06    |
| 400 m               | Olga Bryzgina · União Soviética                                                          | 49.38      | Petra Schersing · Alemanha Oriental                                                     | 49.94    | Kirsten Emmelmann · Alemanha Oriental                                                      | 50.20    |
| 800 m               | Sigrun Wodars · Alemanha Oriental                                                        | 1:55.26    | Christine Wachtel · Alemanha Oriental                                                   | 1:55.32  | Lyubov Gurina · União Soviética                                                            | 1:55.56  |
| 1500 m              | Tatyana Samolenko · União Soviética                                                      | 3:58.56    | Hildegard Körner · Alemanha Oriental                                                    | 3:58.67  | Doina Melinte · Roménia                                                                    | 3:59.27  |
| 3000 m              | Tatyana Samolenko · União Soviética                                                      | 8:38.73    | Maricica Puica · Roménia                                                                | 8:39.45  | Ulrike Bruns · Alemanha Oriental                                                           | 8:40.30  |
| 10000 m             | Ingrid Kristiansen · Noruega                                                             | 31:05.85   | Yelena Zhupiyeva · União Soviética                                                      | 31:09.40 | Kathrin Ullrich · Alemanha Oriental                                                        | 31:11.34 |
| Maratona            | Rosa Mota · Portugal                                                                     | 2:25:17    | Zoya Ivanova · União Soviética                                                          | 2:32:38  | Jocelyne Villeton · França                                                                 | 2:32:53  |
| 100 m c/ barreiras  | Ginka Zagorcheva · Bulgária                                                              | 12.34      | Gloria Siebert · Alemanha Oriental                                                      | 12.44    | Cornelia Oschkenat · Alemanha Oriental                                                     | 12.46    |
| 400 m c/ barreiras  | Sabine Busch · Alemanha Oriental                                                         | 53.62 (CR) | Debra Flintoff-King · Austrália                                                         | 54.19    | Cornelia Feuerbach · Alemanha Oriental                                                     | 54.31    |
| Marcha 10 km        | Irina Strakhova · União Soviética                                                        | 44:12      | Kerry Saxby · Austrália                                                                 | 44:23    | Yan Hong · China                                                                           | 44:42    |
| 4x100 m             | Estados Unidos · Alice Brown · Diane Williams · Pam Marshall · Florence Griffith-Joyner  | 41.58      | Alemanha Oriental · Silke Möller · Cornelia Oschkenat · Kerstin Behrendt · Marlies Göhr | 41.95    | União Soviética · Irina Slyusar · Natalya Pomoschchnikova · Natalya German · Olga Antonova | 42.33    |
| 4x400 m             | Alemanha Oriental · Dagmar Neubauer · Kirsten Emmelmann · Petra Schersing · Sabine Busch | 3:18.63    | União Soviética · Aelita Yurchenko · Olga Nazarova · Mariya Pinigina · Olga Bryzgina    | 3:19.50  | Estados Unidos · Diane Dixon · Denean Howard · Valerie Brisco-Hooks · Lillie Leatherwood   | 3:21.04  |
| Salto em altura     | Stefka Kostadinova · Bulgária                                                            | 2.09       | Tamara Bykova · União Soviética                                                         | 2.04     | Susanne Beyer · Alemanha Oriental                                                          | 1.99     |
| Salto em distância  | Jackie Joyner-Kersee · Estados Unidos                                                    | 7.36       | Yelena Belevskaya · União Soviética                                                     | 7.14     | Heike Drechsler · Alemanha Oriental                                                        | 7.13     |
| Arremesso de peso   | Natalya Lisovskaya · União Soviética                                                     | 21.24      | Kathrin Neimke · Alemanha Oriental                                                      | 21.21    | Ines Müller · Alemanha Oriental                                                            | 20.76    |
| Lançamento de disco | Martina Hellmann · Alemanha Oriental                                                     | 71.62      | Diana Gansky · Alemanha Oriental                                                        | 70.12    | Tsvetanka Khristova · Bulgária                                                             | 68.82    |
| Lançamento do dardo | Fatima Whitbread · Reino Unido                                                           | 76.64      | Petra Felke · Alemanha Oriental                                                         | 71.76    | Beate Peters · Alemanha Ocidental                                                          | 68.82    |
| Heptatlo            | Jackie Joyner-Kersee · Estados Unidos                                                    | 7128       | Larisa Nikitina · União Soviética                                                       | 6564     | Jane Frederick · Estados Unidos                                                            | 6502     |

## Galeria

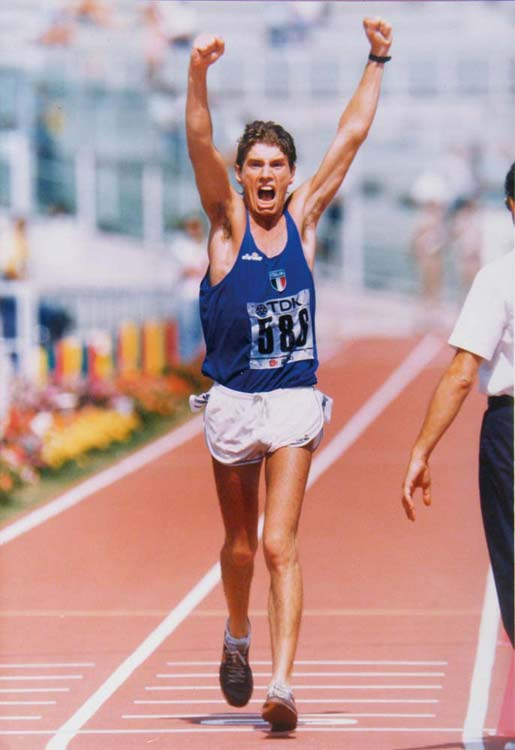
O italiano Raffaello Ducceschi, 4º colocado na marcha 50 km.
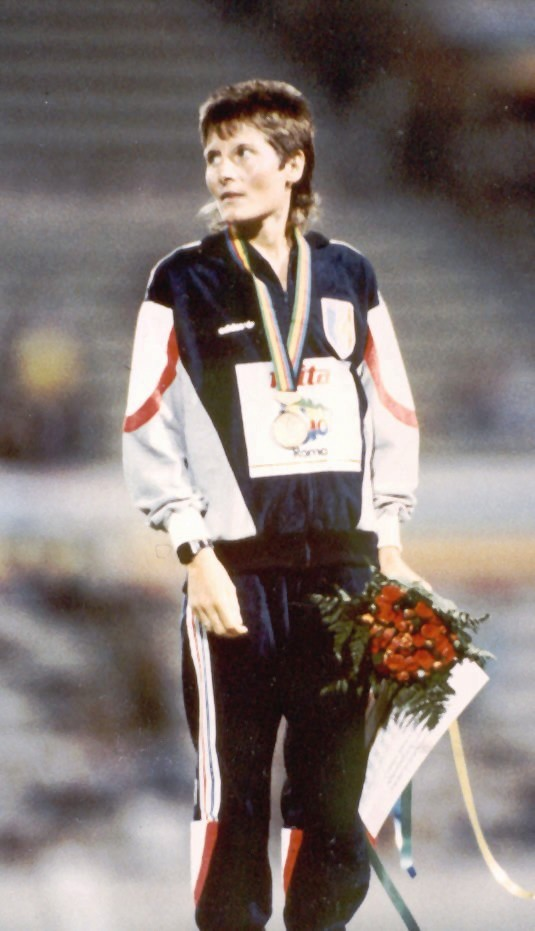
A francesa Jocelyne Villeton, medalha de bronze na maratona feminina..